# ميكروماتة مخضوضرة
ميكروماتة مخضوضرة (الاسم العلمي: Micrommata virescens) هي نوع من العنكبوتيات تتبع جنس الميكروماتة من فصيلة العناكب الصيادة.